# Anaphalis sinica

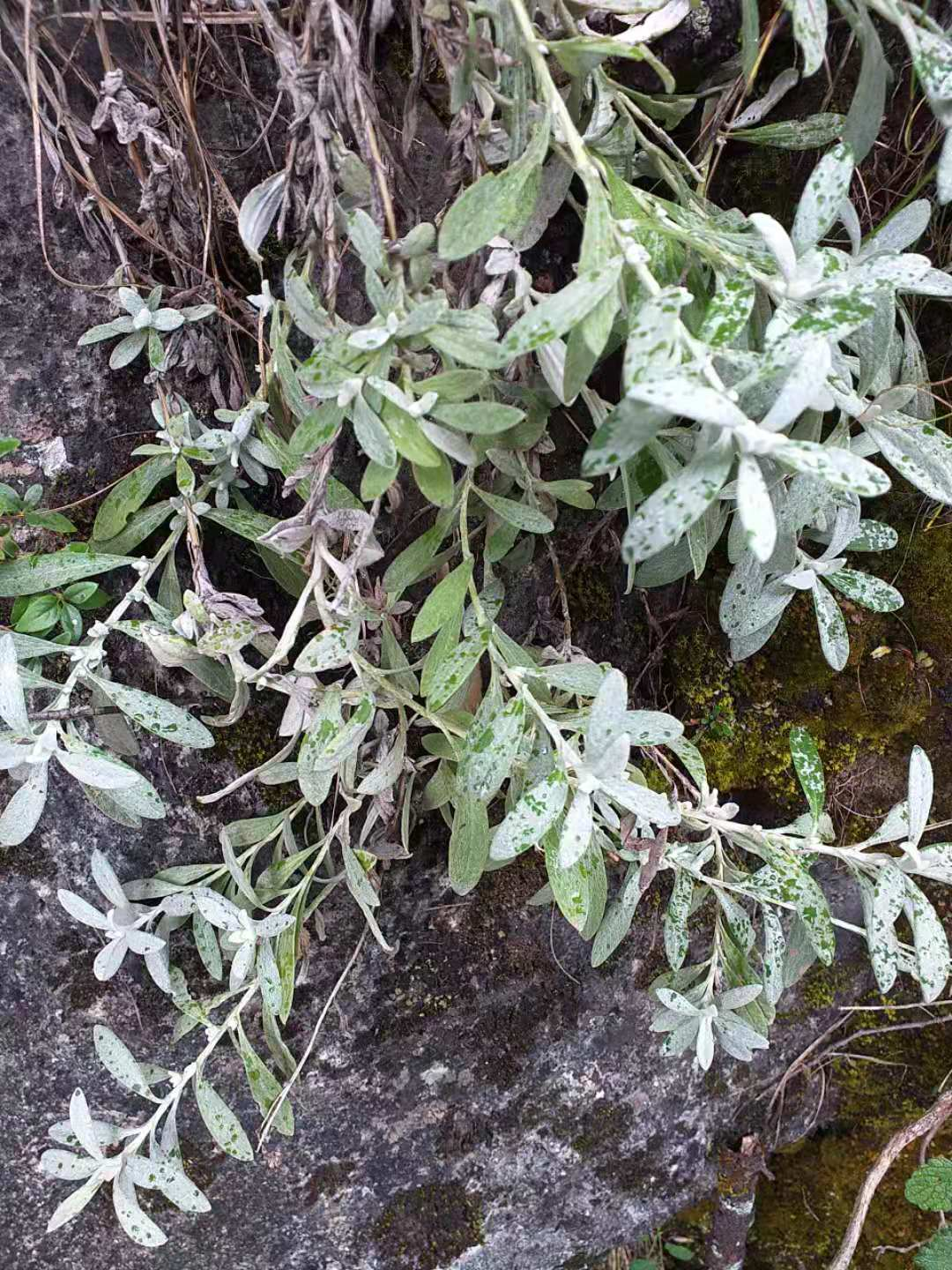

Anaphalis sinica là một loài thực vật có hoa trong họ Cúc. Loài này được Hance mô tả khoa học đầu tiên năm 1874.